# 吴宗尧 (歙县)
吳宗堯，字仁叔，號謙庵，直隸徽州府歙縣人。明朝政治人物。

## 生平
萬曆十六年（1588年）戊子科應天府鄉試第八名舉人，二十三年（1595年）乙未科會試第一百八十一名，廷試三甲第二百三十六名進士，吏部觀政，二十五年授山東益都县知县，中官陳增以開礦至，诬奏福山知县韦国贤阻挠，被逮削籍。守令多屈节如属吏，宗尧独具宾主礼。增党程守训，宗尧同乡。宗尧恶其奸，不与通。驿丞金子登説增開孟丘山，宗堯叱其欺罔。子登惧，遂構于陳增，日征千人鑿山，多捶死。又誣富民盗礦，捕系五百余人。万历二十六年（1598年）九月，宗堯盡發其不法事，给事中包见捷、山东巡抚尹应元亦劾增。帝怒，切责应元，削宗尧籍。而陳增遂劾宗堯阻挠礦務，且令程守训诬讦之。遂被逮，使者至，民哭声震地。下詔獄，考訊經年，始釋。未几卒。天启时，赠光禄少卿，赐祭，录一子。

## 家族
曾祖吴侦。祖吴文良。父吴浃。母凌氏。具庆下。弟宗镐、宗周、宗旦、宗禹。